# 长白鹿蹄草
长白鹿蹄草（学名：Pyrola tschanbaischanica）为鹿蹄草科鹿蹄草属下的一个种。

## 扩展阅读
- 維基物種上的相關：长白鹿蹄草